# Llista de topònims de Bellver de Cerdanya
Llista de topònims (noms propis de lloc) del municipi de Bellver de Cerdanya, a la Baixa Cerdanya
Informació actualitzada per un bot. Els canvis manuals es perdran quan s'actualitzi!

## assentament humà
| imatge | Nom            | Ubicat a            | instància de     | Detalls | coordenades                                                    | Protecció | Commons (més fotos) | Dades a WD                    |
| ------ | -------------- | ------------------- | ---------------- | ------- | -------------------------------------------------------------- | --------- | ------------------- | ----------------------------- |
|        | Anes           | Bellver de Cerdanya | assentament humà |         | 42° 23′ 17″ N, 1° 45′ 29″ E / 42.38803611°N,1.75813333°E       |           |                     | Modifica les dades a Wikidata |
|        | Cortariu       | Bellver de Cerdanya | assentament humà |         | 42° 20′ 43″ N, 1° 45′ 16″ E / 42.345278°N,1.754444°E 1232 msnm |           | Cortariu            | Modifica les dades a Wikidata |
|        | Mirador de Nas | Bellver de Cerdanya | assentament humà |         | Olià 1225 msnm                                                 |           |                     | Modifica les dades a Wikidata |

## borda
| imatge | Nom                        | Ubicat a            | instància de | Detalls | coordenades                                                         | Protecció | Commons (més fotos) | Dades a WD                    |
| ------ | -------------------------- | ------------------- | ------------ | ------- | ------------------------------------------------------------------- | --------- | ------------------- | ----------------------------- |
|        | Barraca de Prat de la Mena | Bellver de Cerdanya | borda        |         | 42° 18′ 05″ N, 1° 46′ 45″ E / 42.3013665125602°N,1.77923675455926°E |           |                     | Modifica les dades a Wikidata |
|        | Corral de la Por           | Bellver de Cerdanya | borda        |         | 42° 18′ 25″ N, 1° 45′ 24″ E / 42.3068976765474°N,1.75674461964834°E |           |                     | Modifica les dades a Wikidata |
|        | borda del Pinsà            | Bellver de Cerdanya | borda        |         | 42° 21′ 04″ N, 1° 43′ 33″ E / 42.3512091050095°N,1.72577295607895°E |           |                     | Modifica les dades a Wikidata |
|        | cortal de l'Oriol          | Bellver de Cerdanya | borda        |         | 42° 18′ 56″ N, 1° 44′ 04″ E / 42.315642668034°N,1.7344354103698°E   |           |                     | Modifica les dades a Wikidata |
|        | el Cobert                  | Bellver de Cerdanya | borda        |         | 42° 21′ 33″ N, 1° 48′ 41″ E / 42.3591614946188°N,1.81130532263874°E |           |                     | Modifica les dades a Wikidata |

## casa
| imatge | Nom                     | Ubicat a            | instància de | Detalls                                  | coordenades | Protecció                                  | Commons (més fotos) | Dades a WD                    |
| ------ | ----------------------- | ------------------- | ------------ | ---------------------------------------- | --- | ------------------------------------------ | ------------------- | ----------------------------- |
|        | Casa Tibau              | Bellver de Cerdanya | casa         |                                          | | bé integrant del patrimoni cultural català |                     | Modifica les dades a Wikidata |
|        | Casa de la Duana        | Bellver de Cerdanya | casa         | Estil: arquitectura popular              | 42° 22′ 14″ N, 1° 46′ 29″ E / 42.370664°N,1.77467°E ca:Plaça Major del 27 d'abril / Carrer de l'Església 1059 msnm | bé integrant del patrimoni cultural català | Casa de la Duana    | Modifica les dades a Wikidata |
|        | Cases del camí de Talló | Bellver de Cerdanya | casa         |                                          | 42° 22′ 10″ N, 1° 46′ 43″ E / 42.369406°N,1.778539°E                                                               | bé integrant del patrimoni cultural català |                     | Modifica les dades a Wikidata |
|        | cal Patanó              | Bellver de Cerdanya | casa         | Estil: arquitectura popular 18th century | 42° 22′ 14″ N, 1° 46′ 31″ E / 42.370565°N,1.775267°E ca:Amargura, 8 1054 msnm                                      | bé integrant del patrimoni cultural català | Cal Patanó          | Modifica les dades a Wikidata |

## castell
| imatge | Nom                                   | Ubicat a            | instància de | Detalls                                   | coordenades | Protecció                                            | Commons (més fotos)                      | Dades a WD                    |
| ------ | ------------------------------------- | ------------------- | ------------ | ----------------------------------------- | --- | ---------------------------------------------------- | ---------------------------------------- | ----------------------------- |
|        | Castell de Sant Martí dels Castells   | Bellver de Cerdanya | castell      | Estil: arquitectura romànica 13rd century | 42° 21′ 54″ N, 1° 42′ 47″ E / 42.3651°N,1.71294°E ca:Nucli de Sant Martí dels Castells ca:Al costat de la ctra. N-260, entre Bellver i Martinet 1019 msnm | bé d'interès cultural bé cultural d'interès nacional | Castell de Sant Martí dels Castells      | Modifica les dades a Wikidata |
|        | Castell i vila de Bellver de Cerdanya | Bellver de Cerdanya | castell      | 13rd century                              | 42° 22′ 15″ N, 1° 46′ 25″ E / 42.370882°N,1.773595°E ca:Carrer del Castell, Bellver de Cerdanya 1067 msnm                                                 | bé d'interès cultural bé cultural d'interès nacional | Castell de Bellver (Bellver de Cerdanya) | Modifica les dades a Wikidata |

## collada
| imatge | Nom                  | Ubicat a                                  | instància de | Detalls | coordenades                                                                 | Protecció | Commons (més fotos) | Dades a WD                    |
| ------ | -------------------- | ----------------------------------------- | ------------ | ------- | --------------------------------------------------------------------------- | --------- | ------------------- | ----------------------------- |
|        | coll de Pendís       | Bellver de Cerdanya Guardiola de Berguedà | collada      |         | 42° 17′ 50″ N, 1° 47′ 49″ E / 42.297183333333°N,1.7970805555556°E 1781 msnm |           |                     | Modifica les dades a Wikidata |
|        | coll de Tancalaporta | Gisclareny Bellver de Cerdanya            | collada      |         | 42° 17′ 15″ N, 1° 44′ 14″ E / 42.2876°N,1.73717°E 2343.7 msnm               |           |                     | Modifica les dades a Wikidata |

## cova
| imatge | Nom                  | Ubicat a                     | instància de  | Detalls | coordenades                                                         | Protecció                                  | Commons (més fotos) | Dades a WD                    |
| ------ | -------------------- | ---------------------------- | ------------- | ------- | ------------------------------------------------------------------- | ------------------------------------------ | ------------------- | ----------------------------- |
|        | Cova Gran de l'Ingla | Bellver de Cerdanya          | cova          |         | 42° 18′ 49″ N, 1° 47′ 38″ E / 42.3135983543798°N,1.79386479031229°E |                                            |                     | Modifica les dades a Wikidata |
|        | Forat de les Gralles | Bellver de Cerdanya          | cova          |         | 42° 20′ 20″ N, 1° 46′ 44″ E / 42.3388551638645°N,1.77893665123453°E |                                            |                     | Modifica les dades a Wikidata |
|        | Fou de Bor           | Bellver de Cerdanya          | cova          |         | 42° 20′ 16″ N, 1° 48′ 13″ E / 42.3378821067031°N,1.80367027744053°E |                                            |                     | Modifica les dades a Wikidata |
|        | cova d'Anes          | Bellver de Cerdanya Prullans | cova          |         | 42° 23′ 01″ N, 1° 45′ 37″ E / 42.383473°N,1.760296°E                | bé integrant del patrimoni cultural català |                     | Modifica les dades a Wikidata |
|        | cova de l'Alzinar    | Bellver de Cerdanya          | cova          |         | 42° 22′ 53″ N, 1° 45′ 41″ E / 42.3812923795431°N,1.76143641642404°E |                                            |                     | Modifica les dades a Wikidata |
|        | cova de la Mariagna  | Prullans Bellver de Cerdanya | cova jaciment |         | 42° 22′ 52″ N, 1° 45′ 34″ E / 42.3812350893877°N,1.75946969015949°E | bé integrant del patrimoni cultural català |                     | Modifica les dades a Wikidata |
|        | coves de l'Ingla     | Bellver de Cerdanya          | cova          |         | 42° 19′ 10″ N, 1° 47′ 05″ E / 42.3193210101838°N,1.78484816050569°E |                                            |                     | Modifica les dades a Wikidata |
|        | la Foranca           | Bellver de Cerdanya          | cova          |         | 42° 23′ 46″ N, 1° 46′ 04″ E / 42.3961944146515°N,1.76787454617486°E |                                            |                     | Modifica les dades a Wikidata |

## edifici
| imatge | Nom                                                        | Ubicat a            | instància de               | Detalls                         | coordenades                                                                       | Protecció                                  | Commons (més fotos)                   | Dades a WD                    |
| ------ | ---------------------------------------------------------- | ------------------- | -------------------------- | ------------------------------- | --------------------------------------------------------------------------------- | ------------------------------------------ | ------------------------------------- | ----------------------------- |
|        | Can Mesa                                                   | Bellver de Cerdanya | edifici                    | Estil: arquitectura popular     |                                                                                   | bé integrant del patrimoni cultural català |                                       | Modifica les dades a Wikidata |
|        | Edifici per a la Caixa de Pensions, la Vellesa i l'Estalvi | Bellver de Cerdanya | edifici                    | Estil: noucentisme              | 42° 22′ 10″ N, 1° 46′ 31″ E / 42.36935°N,1.7754°E                                 | bé integrant del patrimoni cultural català |                                       | Modifica les dades a Wikidata |
|        | Forn de ciment del Quelet                                  | Bellver de Cerdanya | edifici                    | Estil: arquitectura popular     |                                                                                   | bé integrant del patrimoni cultural català |                                       | Modifica les dades a Wikidata |
|        | Portal de la capella de Sant Antoni                        | Bellver de Cerdanya | edifici                    | Estil: arquitectura eclèctica   |                                                                                   | bé integrant del patrimoni cultural català |                                       | Modifica les dades a Wikidata |
|        | Sequer de Pinyes                                           | Bellver de Cerdanya | edifici                    |                                 |                                                                                   | bé integrant del patrimoni cultural català |                                       | Modifica les dades a Wikidata |
|        | conjunt d'edificacions del carrer del Mig                  | Bellver de Cerdanya | edifici conjunt d'edificis | Estil: arquitectura popular     | 42° 22′ 13″ N, 1° 46′ 29″ E / 42.370258°N,1.774812°E                              | bé integrant del patrimoni cultural català | Conjunt del carrer del Mig            | Modifica les dades a Wikidata |
|        | dispensari Mèdic Municipal Sant Josep                      | Bellver de Cerdanya | edifici                    | Estil: noucentisme 20th century | 42° 22′ 14″ N, 1° 46′ 40″ E / 42.370633°N,1.777916°E ca:Pl. de Sant Roc 1024 msnm | bé integrant del patrimoni cultural català | Dispensari Mèdic Municipal Sant Josep | Modifica les dades a Wikidata |

## entitat singular de població
| imatge | Nom                      | Ubicat a            | instància de                                                    | Detalls                             | coordenades                                                                 | Protecció | Commons (més fotos)         | Dades a WD                    |
| ------ | ------------------------ | ------------------- | --------------------------------------------------------------- | ----------------------------------- | --------------------------------------------------------------------------- | --------- | --------------------------- | ----------------------------- |
|        | Baltarga                 | Bellver de Cerdanya | entitat singular de població                                    | 69 hab                              | 42° 21′ 49″ N, 1° 48′ 28″ E / 42.363606°N,1.807824°E 1086 msnm              |           | Baltarga                    | Modifica les dades a Wikidata |
|        | Beders                   | Bellver de Cerdanya | entitat singular de població                                    | 38 hab                              | 42° 21′ 12″ N, 1° 48′ 18″ E / 42.3532°N,1.80508°E 1085 msnm                 |           | Beders                      | Modifica les dades a Wikidata |
|        | Bellver de Cerdanya      | Bellver de Cerdanya | entitat singular de població capital municipal                  | 1600 hab                            | 42° 22′ 00″ N, 1° 47′ 00″ E / 42.36667°N,1.78333°E 1027 msnm                |           |                             | Modifica les dades a Wikidata |
|        | Bor                      | Bellver de Cerdanya | entitat singular de població                                    | 93 hab                              | 42° 20′ 48″ N, 1° 48′ 09″ E / 42.34679672°N,1.8026279°E 1104 msnm           |           | Bor (Bellver de Cerdanya)   | Modifica les dades a Wikidata |
|        | Coborriu de Bellver      | Bellver de Cerdanya | entitat singular de població                                    | 5 hab                               | 42° 21′ 12″ N, 1° 47′ 02″ E / 42.35331°N,1.783825°E 1078 msnm               |           | Coborriu de Bellver         | Modifica les dades a Wikidata |
|        | Cortàs                   | Bellver de Cerdanya | entitat singular de població                                    | 22 hab                              | 42° 23′ 55″ N, 1° 48′ 06″ E / 42.3985°N,1.80171°E 1325 msnm                 |           | Cortàs                      | Modifica les dades a Wikidata |
|        | Nas                      | Bellver de Cerdanya | entitat singular de població                                    | 34 hab                              | 42° 20′ 56″ N, 1° 44′ 37″ E / 42.348805555556°N,1.7435555555556°E 1225 msnm |           | Nas (Bellver de Cerdanya)   | Modifica les dades a Wikidata |
|        | Nèfol                    | Bellver de Cerdanya | entitat singular de població                                    | 1 hab                               | 42° 20′ 38″ N, 1° 45′ 52″ E / 42.343895°N,1.764342°E 1227 msnm              |           | Nèfol                       | Modifica les dades a Wikidata |
|        | Olià                     | Bellver de Cerdanya | entitat singular de població                                    | 34 hab Superfície: 26557km²         | 42° 21′ 18″ N, 1° 44′ 36″ E / 42.355055555556°N,1.7434444444444°E 1080 msnm |           | Olià                        | Modifica les dades a Wikidata |
|        | Ordèn                    | Bellver de Cerdanya | entitat singular de població                                    | 10 hab                              | 42° 24′ 04″ N, 1° 46′ 25″ E / 42.400989°N,1.773665°E 1490 msnm              |           | Ordèn                       | Modifica les dades a Wikidata |
|        | Pedra                    | Bellver de Cerdanya | entitat singular de població                                    | 17 hab                              | 42° 20′ 41″ N, 1° 48′ 39″ E / 42.34476389°N,1.81072778°E 1126 msnm          |           | Pedra (Bellver de Cerdanya) | Modifica les dades a Wikidata |
|        | Pi                       | Bellver de Cerdanya | entitat singular de població entitat municipal descentralitzada | 128 hab                             | 42° 21′ 11″ N, 1° 45′ 43″ E / 42.353123°N,1.761922°E 1075 msnm              |           | Pi (Bellver de Cerdanya)    | Modifica les dades a Wikidata |
|        | Riu de Santa Maria       | Bellver de Cerdanya | entitat singular de població                                    | 101 hab                             | 42° 22′ 00″ N, 1° 47′ 16″ E / 42.366583333333°N,1.7877777777778°E 1028 msnm |           |                             | Modifica les dades a Wikidata |
|        | Sant Martí dels Castells | Bellver de Cerdanya | entitat singular de població                                    | Estil: arquitectura romànica 0 hab  | 42° 21′ 54″ N, 1° 42′ 47″ E / 42.365107°N,1.712941°E 998 msnm               |           | Sant Martí dels Castells    | Modifica les dades a Wikidata |
|        | Santa Eugènia de Nerellà | Bellver de Cerdanya | entitat singular de població                                    | Estil: arquitectura romànica 23 hab | 42° 21′ 32″ N, 1° 44′ 08″ E / 42.358992°N,1.735585°E ca:Nerellà 1060 msnm   |           | Santa Eugènia de Nerellà    | Modifica les dades a Wikidata |
|        | Santa Magdalena de Talló | Bellver de Cerdanya | entitat singular de població                                    | 10 hab                              | 42° 20′ 31″ N, 1° 46′ 31″ E / 42.34182°N,1.775283°E 1241 msnm               |           | Santa Magdalena de Talló    | Modifica les dades a Wikidata |
|        | Talltendre               | Bellver de Cerdanya | entitat singular de població                                    | 14 hab                              | 42° 24′ 13″ N, 1° 45′ 57″ E / 42.40355833°N,1.76594444°E 1580 msnm          |           | Talltendre                  | Modifica les dades a Wikidata |
|        | Talló                    | Bellver de Cerdanya | entitat singular de població                                    | 31 hab                              | 42° 21′ 47″ N, 1° 46′ 51″ E / 42.363125°N,1.78083611°E 1058 msnm            |           | Talló                       | Modifica les dades a Wikidata |
|        | Vilella                  | Bellver de Cerdanya | entitat singular de població                                    | 6 hab                               | 42° 21′ 14″ N, 1° 46′ 25″ E / 42.353944444444°N,1.7736666666667°E 1076 msnm |           |                             | Modifica les dades a Wikidata |
|        | Éller                    | Bellver de Cerdanya | entitat singular de població                                    | 30 hab                              | 42° 25′ 01″ N, 1° 47′ 34″ E / 42.4169°N,1.79283°E 1445 msnm                 |           | Éller, Bellver de Cerdanya  | Modifica les dades a Wikidata |

## església
| imatge | Nom                                       | Ubicat a            | instància de              | Detalls                                                                                   | coordenades                                                                        | Protecció                                            | Commons (més fotos)                             | Dades a WD                    |
| ------ | ----------------------------------------- | ------------------- | ------------------------- | ----------------------------------------------------------------------------------------- | ---------------------------------------------------------------------------------- | ---------------------------------------------------- | ----------------------------------------------- | ----------------------------- |
|        | Sant Andreu de Baltarga                   | Bellver de Cerdanya | església                  | Estil: arquitectura romànica Anomenat per: Andreu apòstol                                 | 42° 21′ 49″ N, 1° 48′ 33″ E / 42.36348889°N,1.80913889°E ca:Baltarga               | bé cultural d'interès local                          | Sant Andreu de Baltarga                         | Modifica les dades a Wikidata |
|        | Sant Iscle i Santa Victòria de Talltendre | Bellver de Cerdanya | església                  | Estil: arquitectura romànica                                                              | 42° 24′ 14″ N, 1° 45′ 55″ E / 42.40388889°N,1.76527778°E ca:Talltendre             | bé cultural d'interès local                          |                                                 | Modifica les dades a Wikidata |
|        | Sant Jaume de Bellver de Cerdanya         | Bellver de Cerdanya | església                  | Estil: arquitectura gòtica                                                                | 42° 22′ 15″ N, 1° 46′ 29″ E / 42.3708°N,1.77471°E ca:Carrer de l'Església          | bé cultural d'interès local                          | Santa Maria i Sant Jaume de Bellver de Cerdanya | Modifica les dades a Wikidata |
|        | Sant Julià de Pedra                       | Bellver de Cerdanya | església monument         | Estil: art romànic a Catalunya                                                            | 42° 20′ 42″ N, 1° 48′ 38″ E / 42.345°N,1.81055556°E ca:Pedra                       | bé d'interès cultural bé cultural d'interès nacional | Sant Julià de Pedra                             | Modifica les dades a Wikidata |
|        | Sant Mamet d'Anes                         | Bellver de Cerdanya | església edifici religiós | Estil: arquitectura romànica                                                              | 42° 23′ 21″ N, 1° 45′ 27″ E / 42.3892°N,1.7575°E ca:Mas d'Anes                     | bé cultural d'interès local                          |                                                 | Modifica les dades a Wikidata |
|        | Sant Marcel de Bor                        | Bellver de Cerdanya | església                  | Estil: arquitectura romànica                                                              | 42° 20′ 44″ N, 1° 48′ 07″ E / 42.345438888889°N,1.8020111111111°E ca:Bor 1113 msnm | bé cultural d'interès local                          | Sant Marcel de Bor                              | Modifica les dades a Wikidata |
|        | Sant Martí de Vilavedra                   | Bellver de Cerdanya | església                  | Estil: arquitectura romànica                                                              | 42° 19′ 27″ N, 1° 46′ 44″ E / 42.32412914665024°N,1.7788832534366723°E             |                                                      |                                                 | Modifica les dades a Wikidata |
|        | Sant Policarp de Cortàs                   | Bellver de Cerdanya | església                  | Estil: arquitectura romànica                                                              | 42° 23′ 56″ N, 1° 48′ 05″ E / 42.39894167°N,1.80128333°E ca:Cortàs 1347 msnm       | bé cultural d'interès local                          |                                                 | Modifica les dades a Wikidata |
|        | Sant Serni de Coborriu                    | Bellver de Cerdanya | església                  | Estil: arquitectura romànica Anomenat per: Sadurní de Tolosa Dedicat a: Sadurní de Tolosa | 42° 21′ 07″ N, 1° 46′ 55″ E / 42.35194167°N,1.78200556°E ca:Coborriu               | bé cultural d'interès local                          | Church of Sant Serni Coborriu                   | Modifica les dades a Wikidata |
|        | Santa Cecília de Beders                   | Bellver de Cerdanya | església                  | Estil: arquitectura romànica                                                              | 42° 21′ 11″ N, 1° 48′ 19″ E / 42.3531°N,1.80528°E ca:Beders                        | bé cultural d'interès local                          | Santa Cecília de Beders                         | Modifica les dades a Wikidata |
|        | Santa Eulàlia d'Éller                     | Bellver de Cerdanya | església                  | Estil: arquitectura popular                                                               | 42° 25′ 00″ N, 1° 47′ 32″ E / 42.41676944°N,1.79220556°E ca:Éller                  | bé cultural d'interès local                          | Santa Eulàlia d'Éller                           | Modifica les dades a Wikidata |
|        | Santa Eulàlia de Pi                       | Bellver de Cerdanya | església                  | Estil: arquitectura romànica                                                              | 42° 21′ 12″ N, 1° 45′ 43″ E / 42.3532°N,1.76191°E ca:Pi. Plaça Major               | bé cultural d'interès local                          | Santa Eulàlia de Pi                             | Modifica les dades a Wikidata |
|        | Santa Maria de Talló                      | Bellver de Cerdanya | església                  | Estil: arquitectura romànica 12nd century Anomenat per: Verge Maria                       | 42° 21′ 49″ N, 1° 46′ 51″ E / 42.3637°N,1.78078°E ca:Plaça Major, Talló 1056 msnm  | bé d'interès cultural bé cultural d'interès nacional | Santa Maria de Talló                            | Modifica les dades a Wikidata |
|        | capella de Sant Roc                       | Bellver de Cerdanya | església                  | Estil: arquitectura popular                                                               | 42° 22′ 13″ N, 1° 46′ 43″ E / 42.370165°N,1.778499°E ca:Plaça de Sant Roc          | bé integrant del patrimoni cultural català           | Sant Roc de Bellver de Cerdanya                 | Modifica les dades a Wikidata |
|        | església de Santa Eugènia de Nerellà      | Bellver de Cerdanya | església monument         | Estil: arquitectura romànica                                                              | 42° 21′ 32″ N, 1° 44′ 07″ E / 42.358925°N,1.735328°E ca:Nerellà                    | bé d'interès cultural bé cultural d'interès nacional | Església de Santa Eugènia de Nerellà            | Modifica les dades a Wikidata |
|        | església de Santa Maria d'Ordèn           | Bellver de Cerdanya | església                  | Estil: arquitectura romànica                                                              | 42° 24′ 04″ N, 1° 46′ 25″ E / 42.401178°N,1.773566°E                               | bé cultural d'interès local                          | Santa Maria d'Ordèn                             | Modifica les dades a Wikidata |

## font
| imatge | Nom              | Ubicat a            | instància de | Detalls                     | coordenades                                                         | Protecció                                  | Commons (més fotos) | Dades a WD                    |
| ------ | ---------------- | ------------------- | ------------ | --------------------------- | ------------------------------------------------------------------- | ------------------------------------------ | ------------------- | ----------------------------- |
|        | Font de Talló    | Bellver de Cerdanya | font         | Estil: arquitectura popular |                                                                     | bé integrant del patrimoni cultural català |                     | Modifica les dades a Wikidata |
|        | font Tosca       | Bellver de Cerdanya | font         |                             | 42° 19′ 09″ N, 1° 44′ 17″ E / 42.319284341839°N,1.7380029807765°E   |                                            |                     | Modifica les dades a Wikidata |
|        | font de Talló    | Bellver de Cerdanya | font         |                             | 42° 21′ 50″ N, 1° 46′ 18″ E / 42.3638777499021°N,1.77173657512563°E |                                            |                     | Modifica les dades a Wikidata |
|        | font de l'Ingla  | Bellver de Cerdanya | font         |                             | 42° 19′ 16″ N, 1° 46′ 55″ E / 42.321109074125°N,1.78191332583819°E  |                                            |                     | Modifica les dades a Wikidata |
|        | font de l'Orri   | Bellver de Cerdanya | font         |                             | 42° 19′ 11″ N, 1° 44′ 06″ E / 42.319681000889°N,1.73486771983131°E  |                                            |                     | Modifica les dades a Wikidata |
|        | font del Gònec   | Bellver de Cerdanya | font         |                             | 42° 18′ 21″ N, 1° 44′ 35″ E / 42.305831779673°N,1.7431247876702°E   |                                            |                     | Modifica les dades a Wikidata |
|        | font del Pradell | Bellver de Cerdanya | font         |                             | 42° 18′ 08″ N, 1° 45′ 06″ E / 42.302322959473°N,1.7516869403999°E   |                                            |                     | Modifica les dades a Wikidata |
|        | font del Tavà    | Bellver de Cerdanya | font         |                             | 42° 17′ 33″ N, 1° 45′ 02″ E / 42.292405382176°N,1.7506698312025°E   |                                            |                     | Modifica les dades a Wikidata |

## forn de calç
| imatge | Nom                                    | Ubicat a            | instància de | Detalls                     | coordenades | Protecció                                  | Commons (més fotos) | Dades a WD                    |
| ------ | -------------------------------------- | ------------------- | ------------ | --------------------------- | ----------- | ------------------------------------------ | ------------------- | ----------------------------- |
|        | Forn de calç de Cal Guix               | Bellver de Cerdanya | forn de calç | Estil: arquitectura popular |             | bé integrant del patrimoni cultural català |                     | Modifica les dades a Wikidata |
|        | Forn de calç de Sant Marcel            | Bellver de Cerdanya | forn de calç | Estil: arquitectura popular |             | bé integrant del patrimoni cultural català |                     | Modifica les dades a Wikidata |
|        | Forn de calç de la devesa del Domingo  | Bellver de Cerdanya | forn de calç | Estil: arquitectura popular |             | bé integrant del patrimoni cultural català |                     | Modifica les dades a Wikidata |
|        | Forn de calç del Castell               | Bellver de Cerdanya | forn de calç | Estil: arquitectura popular |             | bé integrant del patrimoni cultural català |                     | Modifica les dades a Wikidata |
|        | Forn de calç del Quelet                | Bellver de Cerdanya | forn de calç | Estil: arquitectura popular |             | bé integrant del patrimoni cultural català |                     | Modifica les dades a Wikidata |
|        | Forn de calç del Solà de Bor           | Bellver de Cerdanya | forn de calç | Estil: arquitectura popular |             | bé integrant del patrimoni cultural català |                     | Modifica les dades a Wikidata |
|        | Forn de calç del collet de la Cogulera | Bellver de Cerdanya | forn de calç | Estil: arquitectura popular |             | bé integrant del patrimoni cultural català |                     | Modifica les dades a Wikidata |
|        | Forn de calç del pla de les Vinyes     | Bellver de Cerdanya | forn de calç | Estil: arquitectura popular |             | bé integrant del patrimoni cultural català |                     | Modifica les dades a Wikidata |

## masia
| imatge | Nom                  | Ubicat a            | instància de     | Detalls                       | coordenades                                                                                             | Protecció                                            | Commons (més fotos) | Dades a WD                    |
| ------ | -------------------- | ------------------- | ---------------- | ----------------------------- | --- | ---------------------------------------------------- | ------------------- | ----------------------------- |
|        | Ca l'Agustí          | Bellver de Cerdanya | masia            |                               | 42° 20′ 39″ N, 1° 48′ 32″ E / 42.3440414039495°N,1.80878587338332°E                                     |                                                      |                     | Modifica les dades a Wikidata |
|        | Ca l'Alfonso         | Bellver de Cerdanya | masia            |                               | 42° 25′ 26″ N, 1° 48′ 08″ E / 42.4240253261219°N,1.80213086942892°E                                     |                                                      |                     | Modifica les dades a Wikidata |
|        | Ca la Renda (Talló)  | Bellver de Cerdanya | masia            |                               | 42° 21′ 48″ N, 1° 46′ 51″ E / 42.36336517333984°N,1.7807350158691406°E ca:Talló                         |                                                      |                     | Modifica les dades a Wikidata |
|        | Cal Biervet          | Bellver de Cerdanya | masia            |                               | 42° 20′ 32″ N, 1° 48′ 29″ E / 42.3422337569626°N,1.80816445488326°E                                     |                                                      |                     | Modifica les dades a Wikidata |
|        | Cal Castilló         | Bellver de Cerdanya | masia            |                               | 42° 21′ 35″ N, 1° 43′ 26″ E / 42.35965381515°N,1.7238380913822°E                                        |                                                      |                     | Modifica les dades a Wikidata |
|        | Cal Codolet          | Bellver de Cerdanya | masia            |                               | 42° 22′ 47″ N, 1° 46′ 39″ E / 42.3797266933807°N,1.7775011658177°E                                      |                                                      |                     | Modifica les dades a Wikidata |
|        | Cal Gavarret         | Bellver de Cerdanya | masia            |                               | 42° 20′ 16″ N, 1° 46′ 44″ E / 42.337739010588°N,1.7789057032637°E                                       |                                                      |                     | Modifica les dades a Wikidata |
|        | Cal Grau de Baltarga | Bellver de Cerdanya | masia            |                               | 42° 21′ 48″ N, 1° 48′ 31″ E / 42.363380432128906°N,1.8086190223693848°E ca:Baltarga                     |                                                      |                     | Modifica les dades a Wikidata |
|        | Cal Guix             | Bellver de Cerdanya | masia            |                               | 42° 20′ 35″ N, 1° 48′ 36″ E / 42.3429921455642°N,1.81008037176576°E                                     |                                                      |                     | Modifica les dades a Wikidata |
|        | Cal Manxa            | Bellver de Cerdanya | masia            |                               | 42° 20′ 34″ N, 1° 48′ 34″ E / 42.3427257322815°N,1.80957552286214°E                                     |                                                      |                     | Modifica les dades a Wikidata |
|        | Cal Manxot           | Bellver de Cerdanya | masia            | Estil: arquitectura popular   | 42° 21′ 44″ N, 1° 43′ 38″ E / 42.362154°N,1.727141°E ca:Entre Santa Eugènia de Nerellà i Montellà       | bé integrant del patrimoni cultural català           | Cal Manxot          | Modifica les dades a Wikidata |
|        | Cal Marcó            | Bellver de Cerdanya | masia            |                               | 42° 20′ 28″ N, 1° 48′ 35″ E / 42.3410344583156°N,1.80975310503277°E                                     |                                                      |                     | Modifica les dades a Wikidata |
|        | Cal Pastoral         | Bellver de Cerdanya | masia            |                               | 42° 20′ 34″ N, 1° 48′ 28″ E / 42.3427060563743°N,1.80768207992812°E                                     |                                                      |                     | Modifica les dades a Wikidata |
|        | Cal Piltre           | Bellver de Cerdanya | masia            |                               | 42° 21′ 15″ N, 1° 43′ 40″ E / 42.3543010012091°N,1.72765321459132°E                                     |                                                      |                     | Modifica les dades a Wikidata |
|        | Cal Pubill           | Bellver de Cerdanya | masia            |                               | 42° 21′ 48″ N, 1° 44′ 23″ E / 42.363204637818°N,1.73959301326491°E                                      |                                                      |                     | Modifica les dades a Wikidata |
|        | Cal Semió            | Bellver de Cerdanya | masia            |                               | 42° 22′ 26″ N, 1° 45′ 59″ E / 42.373808039954°N,1.76640539253008°E                                      |                                                      |                     | Modifica les dades a Wikidata |
|        | Cal Serra            | Bellver de Cerdanya | masia            |                               | 42° 19′ 06″ N, 1° 46′ 48″ E / 42.3183048696835°N,1.77990444579398°E                                     |                                                      |                     | Modifica les dades a Wikidata |
|        | Cal Tresa            | Bellver de Cerdanya | masia            | Estil: arquitectura popular   | 42° 21′ 46″ N, 1° 46′ 52″ E / 42.362672°N,1.781079°E ca:Talló                                           | bé integrant del patrimoni cultural català           |                     | Modifica les dades a Wikidata |
|        | Can Codina           | Bellver de Cerdanya | masia            |                               | 42° 21′ 25″ N, 1° 44′ 31″ E / 42.356853332953°N,1.74185704662121°E                                      |                                                      |                     | Modifica les dades a Wikidata |
|        | Can Minguín          | Bellver de Cerdanya | masia            |                               | 42° 22′ 28″ N, 1° 46′ 58″ E / 42.3745046100467°N,1.78270376296988°E                                     |                                                      |                     | Modifica les dades a Wikidata |
|        | Can Quelet           | Bellver de Cerdanya | masia            |                               | 42° 21′ 33″ N, 1° 43′ 35″ E / 42.3590786631542°N,1.72643966627416°E                                     |                                                      |                     | Modifica les dades a Wikidata |
|        | Casa Elies           | Bellver de Cerdanya | masia            | Estil: arquitectura popular   | | bé integrant del patrimoni cultural català           |                     | Modifica les dades a Wikidata |
|        | Casa d'Anes          | Bellver de Cerdanya | masia            | Estil: arquitectura popular   | 42° 23′ 18″ N, 1° 45′ 28″ E / 42.388207°N,1.75791°E                                                     | bé integrant del patrimoni cultural català           |                     | Modifica les dades a Wikidata |
|        | Casanova             | Bellver de Cerdanya | masia            |                               | 42° 21′ 40″ N, 1° 47′ 50″ E / 42.3611123083347°N,1.79715794305069°E                                     |                                                      |                     | Modifica les dades a Wikidata |
|        | Mas Ca l'Abascort    | Bellver de Cerdanya | masia            | Estil: arquitectura popular   | 42° 21′ 55″ N, 1° 48′ 09″ E / 42.365226°N,1.802531°E                                                    | bé integrant del patrimoni cultural català           |                     | Modifica les dades a Wikidata |
|        | Mas Martí            | Bellver de Cerdanya | masia            | Estil: arquitectura popular   | 42° 21′ 12″ N, 1° 48′ 19″ E / 42.353313°N,1.80528°E                                                     | bé integrant del patrimoni cultural català           |                     | Modifica les dades a Wikidata |
|        | Mas Misserpí         | Bellver de Cerdanya | masia            |                               | 42° 20′ 57″ N, 1° 46′ 50″ E / 42.3490661268312°N,1.7804630443632°E                                      |                                                      |                     | Modifica les dades a Wikidata |
|        | Mas d'en Pons        | Bellver de Cerdanya | masia            | Estil: arquitectura eclèctica | 42° 21′ 12″ N, 1° 47′ 03″ E / 42.3532°N,1.78406°E                                                       | bé integrant del patrimoni cultural català           |                     | Modifica les dades a Wikidata |
|        | Mas de Ca n'Agustí   | Bellver de Cerdanya | masia            | Estil: arquitectura popular   | | bé integrant del patrimoni cultural català           |                     | Modifica les dades a Wikidata |
|        | Mas del Ponç         | Bellver de Cerdanya | masia            |                               | 42° 21′ 13″ N, 1° 47′ 38″ E / 42.353503243255°N,1.79381833997563°E                                      |                                                      |                     | Modifica les dades a Wikidata |
|        | Mas dels Torrents    | Bellver de Cerdanya | masia            |                               | 42° 21′ 24″ N, 1° 44′ 03″ E / 42.3568052919375°N,1.73422036067292°E                                     |                                                      |                     | Modifica les dades a Wikidata |
|        | Misserpí             | Bellver de Cerdanya | masia            |                               | 42° 21′ 02″ N, 1° 46′ 54″ E / 42.3504575595636°N,1.78173526364635°E                                     |                                                      |                     | Modifica les dades a Wikidata |
|        | Torre de Cadell      | Bellver de Cerdanya | masia casa forta | 16th century                  | 42° 21′ 17″ N, 1° 47′ 59″ E / 42.354816°N,1.799644°E ca:Carretera de Bor, Bellver de Cerdanya 1063 msnm | bé d'interès cultural bé cultural d'interès nacional | Torre de Cadell     | Modifica les dades a Wikidata |
|        | l'Ingla de Baix      | Bellver de Cerdanya | masia            |                               | 42° 19′ 18″ N, 1° 46′ 58″ E / 42.321570483786°N,1.7828591330548°E                                       |                                                      |                     | Modifica les dades a Wikidata |

## molí d'aigua
| imatge | Nom             | Ubicat a            | instància de | Detalls                     | coordenades                                                    | Protecció                                  | Commons (més fotos) | Dades a WD                    |
| ------ | --------------- | ------------------- | ------------ | --------------------------- | -------------------------------------------------------------- | ------------------------------------------ | ------------------- | ----------------------------- |
|        | Molí de Bor     | Bellver de Cerdanya | molí d'aigua | Estil: arquitectura popular |                                                                | bé integrant del patrimoni cultural català |                     | Modifica les dades a Wikidata |
|        | molí de Bellver | Bellver de Cerdanya | molí d'aigua | Estil: arquitectura popular | 42° 22′ 21″ N, 1° 46′ 41″ E / 42.372471°N,1.777929°E 1019 msnm | bé integrant del patrimoni cultural català | Molí de Bellver     | Modifica les dades a Wikidata |

## muntanya
| imatge | Nom                    | Ubicat a                                                  | instància de | Detalls | coordenades                                                             | Protecció | Commons (més fotos)        | Dades a WD                    |
| ------ | ---------------------- | --------------------------------------------------------- | ------------ | ------- | ----------------------------------------------------------------------- | --------- | -------------------------- | ----------------------------- |
|        | Bony del Manyer        | Meranges Bellver de Cerdanya                              | muntanya     |         | 42° 28′ 25″ N, 1° 43′ 59″ E / 42.4737°N,1.73304°E 2809.3 msnm           |           |                            | Modifica les dades a Wikidata |
|        | Montcurto              | Bellver de Cerdanya                                       | muntanya     |         | 42° 23′ 25″ N, 1° 48′ 18″ E / 42.39024444°N,1.80491111°E 1378.1 msnm    |           |                            | Modifica les dades a Wikidata |
|        | Monterròs              | Bellver de Cerdanya                                       | muntanya     |         | 42° 22′ 01″ N, 1° 46′ 23″ E / 42.36680917°N,1.77315°E 1097.9 msnm       |           |                            | Modifica les dades a Wikidata |
|        | Pradell                | Gisclareny Bellver de Cerdanya                            | muntanya     |         | 42° 17′ 36″ N, 1° 45′ 44″ E / 42.2933°N,1.76214°E 2213 msnm             |           | Pradell (vall de Pi)       | Modifica les dades a Wikidata |
|        | Roca Escorxada         | Bellver de Cerdanya                                       | muntanya     |         | 42° 25′ 41″ N, 1° 46′ 09″ E / 42.42807778°N,1.76926194°E 1910.7 msnm    |           |                            | Modifica les dades a Wikidata |
|        | Roca Foradada          | Bellver de Cerdanya                                       | muntanya     |         | 42° 18′ 23″ N, 1° 45′ 51″ E / 42.3063°N,1.76405°E 1980 msnm             |           | Roca Foradada (vall de Pi) | Modifica les dades a Wikidata |
|        | Roca Gran              | Bellver de Cerdanya                                       | muntanya     |         | 42° 24′ 58″ N, 1° 45′ 33″ E / 42.41622222°N,1.75906667°E 1842.4 msnm    |           |                            | Modifica les dades a Wikidata |
|        | Roca Punxeta           | Bellver de Cerdanya                                       | muntanya     |         | 42° 23′ 02″ N, 1° 46′ 55″ E / 42.3838°N,1.78196°E 1323.1 msnm           |           |                            | Modifica les dades a Wikidata |
|        | Roca de la Moixa       | Bagà Bellver de Cerdanya Gisclareny                       | muntanya     |         | 42° 17′ 27″ N, 1° 46′ 44″ E / 42.29075°N,1.778922°E 2048.4 2053 msnm    |           |                            | Modifica les dades a Wikidata |
|        | Roques Blanques        | Bellver de Cerdanya                                       | muntanya     |         | 42° 18′ 40″ N, 1° 44′ 36″ E / 42.31119167°N,1.7433°E 1966.6 msnm        |           |                            | Modifica les dades a Wikidata |
|        | Santjoan               | Bellver de Cerdanya                                       | muntanya     |         | 42° 21′ 20″ N, 1° 46′ 11″ E / 42.35562222°N,1.7697°E 1122.3 msnm        |           |                            | Modifica les dades a Wikidata |
|        | Serrat Rodó            | Bellver de Cerdanya                                       | muntanya     |         | 42° 22′ 39″ N, 1° 46′ 45″ E / 42.3774°N,1.77929°E 1147.2 msnm           |           |                            | Modifica les dades a Wikidata |
|        | Tossal Gros            | Bellver de Cerdanya                                       | muntanya     |         | 42° 25′ 13″ N, 1° 44′ 04″ E / 42.420227°N,1.734439°E 2256 msnm          |           |                            | Modifica les dades a Wikidata |
|        | Tossal de Baltarga     | Bellver de Cerdanya                                       | muntanya     |         | 42° 22′ 03″ N, 1° 48′ 22″ E / 42.36737111°N,1.80604167°E 1158.3 msnm    |           |                            | Modifica les dades a Wikidata |
|        | Tossal de l'Amorriador | Bellver de Cerdanya                                       | muntanya     |         | 42° 25′ 32″ N, 1° 44′ 19″ E / 42.42546667°N,1.73859444°E 2298.5 msnm    |           |                            | Modifica les dades a Wikidata |
|        | Turó de la Llacuna     | Bellver de Cerdanya                                       | muntanya     |         | 42° 24′ 28″ N, 1° 45′ 23″ E / 42.4079°N,1.75628°E 1782.5 msnm           |           |                            | Modifica les dades a Wikidata |
|        | el Cogulló             | Bellver de Cerdanya                                       | muntanya     |         | 42° 25′ 02″ N, 1° 46′ 45″ E / 42.41723306°N,1.77923611°E 1745.5 msnm    |           |                            | Modifica les dades a Wikidata |
|        | el Mirador             | Bellver de Cerdanya                                       | muntanya     |         | 42° 19′ 30″ N, 1° 47′ 37″ E / 42.32503056°N,1.79351389°E 1730.7 msnm    |           |                            | Modifica les dades a Wikidata |
|        | la Carbassa            | Bellver de Cerdanya Meranges                              | muntanya     |         | 42° 27′ 29″ N, 1° 43′ 38″ E / 42.4579797147°N,1.72717359885°E 2740 msnm |           | La Carbassa                | Modifica les dades a Wikidata |
|        | la Corona              | Bellver de Cerdanya                                       | muntanya     |         | 42° 24′ 14″ N, 1° 46′ 23″ E / 42.40391667°N,1.773125°E 1557.8 msnm      |           |                            | Modifica les dades a Wikidata |
|        | la Reduta              | Bellver de Cerdanya                                       | muntanya     |         | 42° 23′ 43″ N, 1° 46′ 19″ E / 42.3954°N,1.77186°E 1553.4 msnm           |           |                            | Modifica les dades a Wikidata |
|        | turó de Prat Agre      | Bellver de Cerdanya Guardiola de Berguedà Riu de Cerdanya | muntanya     |         | 42° 18′ 07″ N, 1° 48′ 17″ E / 42.302°N,1.80467°E 2017 msnm              |           |                            | Modifica les dades a Wikidata |

## pedrera
| imatge | Nom                  | Ubicat a            | instància de | Detalls | coordenades                                                         | Protecció | Commons (més fotos) | Dades a WD                    |
| ------ | -------------------- | ------------------- | ------------ | ------- | ------------------------------------------------------------------- | --------- | ------------------- | ----------------------------- |
|        | Pedrera de Pi        | Bellver de Cerdanya | pedrera      |         | 42° 20′ 09″ N, 1° 45′ 14″ E / 42.3358746360725°N,1.75386762174863°E |           |                     | Modifica les dades a Wikidata |
|        | Pedrera dels Esquers | Bellver de Cerdanya | pedrera      |         | 42° 23′ 16″ N, 1° 47′ 07″ E / 42.3879159088513°N,1.78539673361139°E |           |                     | Modifica les dades a Wikidata |

## pont
| imatge | Nom                                 | Ubicat a            | instància de | Detalls                     | coordenades                                                         | Protecció                                  | Commons (més fotos) | Dades a WD                    |
| ------ | ----------------------------------- | ------------------- | ------------ | --------------------------- | ------------------------------------------------------------------- | ------------------------------------------ | ------------------- | ----------------------------- |
|        | Pont de Bellver                     | Bellver de Cerdanya | pont         | Travessa: Segre             | 42° 22′ 20″ N, 1° 46′ 32″ E / 42.3721401178454°N,1.77547428022844°E |                                            |                     | Modifica les dades a Wikidata |
|        | Pont de Bor                         | Bellver de Cerdanya | pont         | Estil: arquitectura popular |                                                                     | bé integrant del patrimoni cultural català |                     | Modifica les dades a Wikidata |
|        | Pont de Carcades                    | Bellver de Cerdanya | pont         |                             | 42° 21′ 38″ N, 1° 45′ 06″ E / 42.3605530123609°N,1.75158282725987°E |                                            |                     | Modifica les dades a Wikidata |
|        | Pont de l'Ingla                     | Bellver de Cerdanya | pont         |                             | 42° 18′ 55″ N, 1° 46′ 57″ E / 42.3151455221807°N,1.782610807998°E   |                                            |                     | Modifica les dades a Wikidata |
|        | Pont de pedra a Bellver de Cerdanya | Bellver de Cerdanya | pont         | Estil: arquitectura popular |                                                                     | bé integrant del patrimoni cultural català |                     | Modifica les dades a Wikidata |

## riu
| imatge | Nom              | Ubicat a                     | instància de                 | Detalls                                      | coordenades                                                                                       | Protecció | Commons (més fotos) | Dades a WD                    |
| ------ | ---------------- | ---------------------------- | ---------------------------- | -------------------------------------------- | ------------------------------------------------------------------------------------------------- | --------- | ------------------- | ----------------------------- |
|        | Segre            | Catalunya Pirineus Orientals | riu curs d'aigua riu aurífer | Desemboca: Ebre Llarg: 265km Conca: 22400km² | 42° 24′ 09″ N, 2° 06′ 30″ E / 42.4025°N,2.1084°E 41° 21′ 48″ N, 0° 18′ 16″ E / 41.3633°N,0.3044°E |           | Segre River         | Modifica les dades a Wikidata |
|        | Torrent Llevador | Bellver de Cerdanya Isòvol   | riu                          | Desemboca: riu Duran                         | 42° 24′ 09″ N, 1° 47′ 34″ E / 42.4025°N,1.79272°E                                                 |           |                     | Modifica les dades a Wikidata |

## serra
| imatge | Nom                      | Ubicat a                                      | instància de | Detalls | coordenades                                                                 | Protecció | Commons (més fotos) | Dades a WD                    |
| ------ | ------------------------ | --------------------------------------------- | ------------ | ------- | --------------------------------------------------------------------------- | --------- | ------------------- | ----------------------------- |
|        | Calm Colomer             | Meranges Bellver de Cerdanya                  | serra        |         | 42° 28′ 10″ N, 1° 43′ 51″ E / 42.46952778°N,1.7307°E 2809.3 msnm            |           |                     | Modifica les dades a Wikidata |
|        | Serra de Comadeboc       | Bellver de Cerdanya Lles de Cerdanya Meranges | serra        |         | 42° 28′ 29″ N, 1° 43′ 26″ E / 42.4747°N,1.72393°E 2806.6 msnm               |           |                     | Modifica les dades a Wikidata |
|        | Serra de Gavarret        | Bellver de Cerdanya                           | serra        |         | 42° 18′ 37″ N, 1° 46′ 07″ E / 42.3104°N,1.7687°E 196.2 msnm                 |           |                     | Modifica les dades a Wikidata |
|        | Serrat de l'Avetosa      | Bellver de Cerdanya                           | serra        |         | 42° 19′ 56″ N, 1° 44′ 46″ E / 42.33221111°N,1.74624722°E 1871.3 msnm        |           |                     | Modifica les dades a Wikidata |
|        | Serrat de la Balma       | Bellver de Cerdanya                           | serra        |         | 42° 20′ 38″ N, 1° 47′ 18″ E / 42.3438°N,1.78825°E 1274.7 msnm               |           |                     | Modifica les dades a Wikidata |
|        | la Moixa                 | Bellver de Cerdanya Bagà Gisclareny           | serra        |         | 42° 17′ 28″ N, 1° 46′ 28″ E / 42.2911°N,1.77432°E 2212.5 msnm               |           |                     | Modifica les dades a Wikidata |
|        | serra de Camp Bolvir     | Bellver de Cerdanya Prullans                  | serra        |         | 42° 22′ 51″ N, 1° 45′ 08″ E / 42.38078889°N,1.7520925°E 1353.3 msnm         |           |                     | Modifica les dades a Wikidata |
|        | serra de Comaermada      | Bellver de Cerdanya Meranges                  | serra        |         | 42° 27′ 11″ N, 1° 43′ 37″ E / 42.45300278°N,1.72697222°E 2736 msnm          |           |                     | Modifica les dades a Wikidata |
|        | serra de Santa Magdalena | Bellver de Cerdanya                           | serra        |         | 42° 20′ 55″ N, 1° 46′ 35″ E / 42.34869722°N,1.776375°E 1243.8 msnm          |           |                     | Modifica les dades a Wikidata |
|        | serra de Solà            | Bellver de Cerdanya Riu de Cerdanya           | serra        |         | 42° 21′ 09″ N, 1° 49′ 42″ E / 42.35263583°N,1.82831111°E 1305.6 msnm        |           |                     | Modifica les dades a Wikidata |
|        | serra de l'Artic         | Bellver de Cerdanya                           | serra        |         | 42° 19′ 44″ N, 1° 45′ 52″ E / 42.329°N,1.76443°E 1619.8 msnm                |           |                     | Modifica les dades a Wikidata |
|        | serra del Reller         | Bellver de Cerdanya                           | serra        |         | 42° 25′ 56″ N, 1° 44′ 00″ E / 42.4321°N,1.73341°E                           |           |                     | Modifica les dades a Wikidata |
|        | serrat de Cardils        | Bellver de Cerdanya                           | serra        |         | 42° 22′ 55″ N, 1° 46′ 20″ E / 42.38196389°N,1.77234444°E 1371.8 msnm        |           |                     | Modifica les dades a Wikidata |
|        | serrat de Sobirons       | Bellver de Cerdanya                           | serra        |         | 42° 24′ 02″ N, 1° 45′ 21″ E / 42.40048917°N,1.75586111°E 1782.2 msnm        |           |                     | Modifica les dades a Wikidata |
|        | serrat de la Cogulera    | Bellver de Cerdanya                           | serra        |         | 42° 20′ 37″ N, 1° 47′ 17″ E / 42.34362222°N,1.78801111°E 1287.3 msnm        |           |                     | Modifica les dades a Wikidata |
|        | serrat de la Farga Vella | Bellver de Cerdanya                           | serra        |         | 42° 23′ 19″ N, 1° 47′ 06″ E / 42.38868889°N,1.78498417°E 1522.4 msnm        |           |                     | Modifica les dades a Wikidata |
|        | serrat de la Ginebreda   | Bellver de Cerdanya Ger Isòvol                | serra        |         | 42° 25′ 08″ N, 1° 48′ 23″ E / 42.41880694°N,1.80646667°E 1.5615 1561.5 msnm |           |                     | Modifica les dades a Wikidata |
|        | serrat de la Quera       | Bellver de Cerdanya                           | serra        |         | 42° 20′ 25″ N, 1° 47′ 45″ E / 42.3404°N,1.79596°E 1730.7 msnm               |           |                     | Modifica les dades a Wikidata |
|        | serrat de les Comes      | Bellver de Cerdanya                           | serra        |         | 42° 24′ 41″ N, 1° 47′ 13″ E / 42.4114°N,1.78694°E 1622.2 msnm               |           |                     | Modifica les dades a Wikidata |
|        | serrat del Bac           | Bellver de Cerdanya                           | serra        |         | 42° 23′ 54″ N, 1° 47′ 14″ E / 42.39823889°N,1.78715278°E 1491.2 msnm        |           |                     | Modifica les dades a Wikidata |

## vèrtex geodèsic
| imatge | Nom                 | Ubicat a            | instància de    | Detalls   | coordenades                                                        | Protecció | Commons (més fotos) | Dades a WD                    |
| ------ | ------------------- | ------------------- | --------------- | --------- | ------------------------------------------------------------------ | --------- | ------------------- | ----------------------------- |
|        | Cortas              | Bellver de Cerdanya | vèrtex geodèsic | Alt: 1.2m | 42° 23′ 25″ N, 1° 48′ 18″ E / 42.390259°N,1.804954°E 1377.625 msnm |           |                     | Modifica les dades a Wikidata |
|        | Pelat de Talltendre | Bellver de Cerdanya | vèrtex geodèsic | Alt: 1.2m | 42° 25′ 32″ N, 1° 44′ 19″ E / 42.425474°N,1.738581°E 2298.178 msnm |           |                     | Modifica les dades a Wikidata |

## zona humida
| imatge | Nom                             | Ubicat a                     | instància de | Detalls             | coordenades                                               | Protecció | Commons (més fotos) | Dades a WD                    |
| ------ | ------------------------------- | ---------------------------- | ------------ | ------------------- | --------------------------------------------------------- | --------- | ------------------- | ----------------------------- |
|        | basses de Gallissà              | Bellver de Cerdanya          | zona humida  | Superfície: 11.04ha | 42° 22′ 11″ N, 1° 45′ 34″ E / 42.3698°N,1.7595°E 995 msnm |           | Basses de Gallissà  | Modifica les dades a Wikidata |
|        | patamolls i verneda de Prullans | Prullans Bellver de Cerdanya | zona humida  | Superfície: 35.6ha  | 42° 21′ 58″ N, 1° 44′ 15″ E / 42.3661°N,1.7375°E 985 msnm |           |                     | Modifica les dades a Wikidata |

## Misc
| imatge | Nom                                                | Ubicat a                                                            | instància de                                | Detalls                                              | coordenades                                                                                                | Protecció                                                                                        | Commons (més fotos)                    | Dades a WD                    |
| ------ | -------------------------------------------------- | ------------------------------------------------------------------- | ------------------------------------------- | ---------------------------------------------------- | --- | ------------------------------------------------------------------------------------------------ | -------------------------------------- | ----------------------------- |
|        | Abric de la vall de l'Ingla                        | Bellver de Cerdanya                                                 | jaciment arqueològic gruta amb art rupestre |                                                      | 42° 19′ 41″ N, 1° 46′ 50″ E / 42.328151°N,1.780421°E                                                       | bé d'interès cultural lloc component de Patrimoni de la Humanitat bé cultural d'interès nacional |                                        | Modifica les dades a Wikidata |
|        | Ca les Monges                                      | Bellver de Cerdanya                                                 | edifici residencial                         |                                                      | 42° 22′ 15″ N, 1° 46′ 30″ E / 42.37085723876953°N,1.77504301071167°E ca:Carrer de l'Església               |                                                                                                  |                                        | Modifica les dades a Wikidata |
|        | Campanar de l'Església de Santa Eugènia de Nerellà | Bellver de Cerdanya                                                 | campanar torre inclinada                    | Estil: arquitectura romànica Alt: 18.5m              | 42° 21′ 32″ N, 1° 44′ 07″ E / 42.358925°N,1.735328°E església de Santa Eugènia de Nerellà                  |                                                                                                  |                                        | Modifica les dades a Wikidata |
|        | Monument a Gustavo Adolfo Bécquer                  | Bellver de Cerdanya                                                 | monument                                    |                                                      | 42° 22′ 15″ N, 1° 46′ 32″ E / 42.370872497558594°N,1.775547981262207°E ca:Plaça Gustavo Adolfo Bécquer     |                                                                                                  |                                        | Modifica les dades a Wikidata |
|        | Plaça Major                                        | Bellver de Cerdanya                                                 | plaça                                       | Estil: arquitectura popular                          | 42° 22′ 14″ N, 1° 46′ 28″ E / 42.37065°N,1.77436°E ca:Plaça Major del 27 d'Abril                           | bé integrant del patrimoni cultural català                                                       | Plaça Major (Bellver de Cerdanya)      | Modifica les dades a Wikidata |
|        | Refugi de Cortals de l'Ingla                       | Bellver de Cerdanya                                                 | refugi de muntanya                          | 1971 Hi passa: Camí dels bons homes cavalls del vent | 42° 18′ 35″ N, 1° 47′ 26″ E / 42.30959722222222°N,1.790461111111111°E 1610 msnm                            |                                                                                                  |                                        | Modifica les dades a Wikidata |
|        | Roc Pedró                                          | Bellver de Cerdanya                                                 | estela                                      | 1779                                                 | 42° 21′ 28″ N, 1° 44′ 20″ E / 42.35773046532964°N,1.7388587508172757°E 1080 msnm                           |                                                                                                  |                                        | Modifica les dades a Wikidata |
|        | Salzeda de Bellver de Cerdanya                     | Bellver de Cerdanya                                                 | indret                                      |                                                      | 42° 22′ 24″ N, 1° 46′ 07″ E / 42.373291°N,1.768529°E                                                       |                                                                                                  |                                        | Modifica les dades a Wikidata |
|        | Torre de la Presó                                  | Bellver de Cerdanya                                                 | torre de defensa                            | Estil: arquitectura gòtica 13rd century              | 42° 22′ 14″ N, 1° 46′ 32″ E / 42.370426°N,1.77559°E ca:Carrer de la Muralla, Bellver de Cerdanya 1038 msnm | bé d'interès cultural bé cultural d'interès nacional                                             | Torre la Presó (Bellver de Cerdanya)   | Modifica les dades a Wikidata |
|        | casa de la Vila                                    | Bellver de Cerdanya                                                 | casa consistorial                           | Estil: arquitectura popular                          | 42° 22′ 15″ N, 1° 46′ 28″ E / 42.370774°N,1.774443°E ca:Pl. 27 d'abril, 12 1057 msnm                       | bé integrant del patrimoni cultural català                                                       | Casa de la Vila de Bellver de Cerdanya | Modifica les dades a Wikidata |
|        | edifici de la Caixa                                | Bellver de Cerdanya                                                 | edifici administratiu                       | Estil: noucentisme                                   | 42° 22′ 10″ N, 1° 46′ 31″ E / 42.36940383911133°N,1.775277853012085°E ca:Catalunya, 14 / Camí Ral, 16      |                                                                                                  |                                        | Modifica les dades a Wikidata |
|        | estany de Calm Colomer                             | Bellver de Cerdanya                                                 | llac glacial                                |                                                      | 42° 28′ 17″ N, 1° 43′ 40″ E / 42.471367196904°N,1.7276529494362°E                                          |                                                                                                  |                                        | Modifica les dades a Wikidata |
|        | la Barraca d'en Josepó                             | Ordèn                                                               | dolmen                                      |                                                      | 42° 23′ 54″ N, 1° 47′ 13″ E / 42.398428°N,1.787015°E 1400 msnm                                             |                                                                                                  |                                        | Modifica les dades a Wikidata |
|        | la Creu de Talló                                   | Bellver de Cerdanya                                                 | creu monumental                             |                                                      | 42° 21′ 54″ N, 1° 46′ 43″ E / 42.3648789766116°N,1.77862705668671°E                                        |                                                                                                  |                                        | Modifica les dades a Wikidata |
|        | rectoria de Bellver de Cerdanya                    | Bellver de Cerdanya                                                 | rectoria                                    | Estil: arquitectura popular 18th century             | 42° 22′ 15″ N, 1° 46′ 28″ E / 42.37076°N,1.774568°E ca:Pl. 27 d'abril, 13 1058 msnm                        | bé integrant del patrimoni cultural català                                                       | Rectoria de Bellver de Cerdanya        | Modifica les dades a Wikidata |
|        | riu Duran                                          | Meranges Bellver de Cerdanya Isòvol                                 | curs d'aigua                                | Desemboca: Segre                                     | 42° 29′ 27″ N, 1° 44′ 22″ E / 42.490918°N,1.739354°E 42° 22′ 14″ N, 1° 48′ 23″ E / 42.370477°N,1.806457°E  |                                                                                                  | Riu Duran                              | Modifica les dades a Wikidata |
|        | serra de Moixeró                                   | Urús Riu de Cerdanya Bellver de Cerdanya Guardiola de Berguedà Bagà | serralada                                   |                                                      | 42° 18′ 06″ N, 1° 51′ 23″ E / 42.301561°N,1.856439°E 2276 msnm                                             |                                                                                                  | Serra de Moixeró                       | Modifica les dades a Wikidata |